# Sipyloidea cavata
Sipyloidea cavata är en insektsart som beskrevs av Chen, S.C. och Yun He He 1993. Sipyloidea cavata ingår i släktet Sipyloidea och familjen Diapheromeridae. Inga underarter finns listade i Catalogue of Life.